# بوریانا کالین
بوریانا کالین (بلغاری: Боряна Николаева Калейн؛ زادهٔ ۲۳ اوت ۲۰۰۰) ژیمناست ریتمیک اهل بلغارستان است.